# فهمی دوربین
فهمی دوربین (عربی: فهمي دوربين؛ زادهٔ ۱۰ اکتبر ۱۹۹۳) بازیکن فوتبال اهل عمان است.
از باشگاه‌هایی که در آن بازی کرده‌است می‌توان به باشگاه فوتبال مرباط و باشگاه ورزشی النصر اشاره کرد.
وی همچنین در تیم‌های ملی فوتبال زیر ۲۳ سال عمان و عمان بازی کرده‌است.